# Campeonato Sul-Americano de Atletismo em Pista Coberta de 2024
A 3ª edição do Campeonato Sul-Americano de Atletismo em Pista Coberta de 2024 foi o evento esportivo organizado pela CONSUDATLE no Estádio Municipal de Cochabamba, em Cochabamba, na Bolívia, no período de 27 a 28 de janeiro de 2024. Foram disputadas 26 provas com a presença de 125 atletas de 10 nacionalidades, com destaque para o Brasil que obteve 26 medalhas na classificação final.

## Quadro de medalhas
| Ordem | País      | Medalha de ouro | Medalha de prata | Medalha de bronze | Total |
| ----- | --------- | --------------- | ---------------- | ----------------- | ----- |
| 1     | Brasil    | 13              | 7                | 6                 | 26    |
| 2     | Bolívia   | 4               | 4                | 3                 | 11    |
| 3     | Venezuela | 4               | 2                | 2                 | 8     |
| 4     | Colômbia  | 1               | 3                | 3                 | 7     |
| 5     | Chile     | 1               | 3                | 2                 | 6     |
| 6     | Uruguai   | 1               | 3                | 1                 | 5     |
| 7     | Argentina | 1               | 2                | 2                 | 5     |
| 8     | Peru      | 1               | 1                | 1                 | 3     |
| 9     | Paraguai  | 0               | 0                | 1                 | 1     |
|       | TOTAL     | 26              | 25               | 21                | 72    |

## Medalhistas
Os resultados foram os seguintes.

### Masculino
| Evento                 | Ouro                                                                             | Ouro      | Prata                                                                         | Prata                         | Bronze                         | Bronze                        |
| ---------------------- | -------------------------------------------------------------------------------- | --------- | ----------------------------------------------------------------------------- | ----------------------------- | ------------------------------ | ----------------------------- |
| 60 metros              | Felipe Bardi (BRA)                                                               | 6.58      | Aron Earl (PER)                                                               | 6.76                          | David Vivas (VEN)              | 6.78                          |
| 400 metros             | Elián Larregina (ARG)                                                            | 46.37 ,   | Lucas Vilar (BRA)                                                             | 47.33                         | Kelvis Padrino (VEN)           | 47.39                         |
| 800 metros             | José Antonio Maita (VEN)                                                         | 1:54.13   | Ryan López (VEN)                                                              | 1:54.56                       | Marco Vilca (PER)              | 1:55.04                       |
| 1 500 metros           | David Ninavia (BOL)                                                              | 3:56.65   | Guilherme Kurtz (BRA)                                                         | 4:00.38                       | Thiago André (BRA)             | 4:00.54                       |
| 3 000 metros           | David Ninavia (BOL)                                                              | 8:26.73 , | Daniel Toroya (BOL)                                                           | 8:37.25                       | Juan González (BRA)            | 8:45.05                       |
| 60 metros barreiras    | Eduardo de Deus (BRA)                                                            | 7.58 =    | Martín Sáenz (CHI)                                                            | 7.66                          | Brayan Rojas (COL)             | 7.74                          |
| 4×400 metros estafetas | Venezuela · Javier Gómez · Julio Rodríguez · Kelvis Padrino · José Antonio Maita | 3:11.41   | Bolívia · Mateo Bustamante · Marcelo Pérez · Ikenna Ibe-Akobi · Nery Peñaloza | 3:17.98                       | Apenas duas equipes competiram |                               |
| Salto em altura        | Fernando Ferreira (BRA)                                                          | 2.21 m    | Thiago Moura (BRA)                                                            | 2.15 m                        | Carlos Layoy (ARG)             | 2.15 m                        |
| Salto com vara         | Ricardo Montes (VEN)                                                             | 5.20 m    | Apenas um atleta com medalhas                                                 | Apenas um atleta com medalhas | Apenas um atleta com medalhas  | Apenas um atleta com medalhas |
| Salto em comprimento   | Arnovis Dalmero (COL)                                                            | 8.06 m    | Emiliano Lasa (URU)                                                           | 8.00 m                        | Lucas dos Santos (BRA)         | 7.92 m                        |
| Salto triplo           | Leodan Torrealba (VEN)                                                           | 16.24 m   | Geiner Moreno (COL)                                                           | 16.22 m                       | Maximiliano Díaz (ARG)         | 16.00 m                       |
| Arremesso de peso      | Darlan Romani (BRA)                                                              | 21.10 m   | Nazareno Sasia (ARG)                                                          | 19.79 m                       | Welington Morais (BRA)         | 19.50 m                       |
| Heptatlo               | José Fernando Santana (BRA)                                                      | 5741 pts  | Gerson Izaguirre (VEN)                                                        | 5644 pts                      | Santiago Ford (CHI)            | 5623 pts                      |

### Feminino
| Evento                 | Ouro                                                                     | Ouro     | Prata                                                                         | Prata    | Bronze                                    | Bronze                         |
| ---------------------- | ------------------------------------------------------------------------ | -------- | ----------------------------------------------------------------------------- | -------- | ----------------------------------------- | ------------------------------ |
| 60 metros              | Vitória Cristina Rosa (BRA)                                              | 7.32     | Laura Martínez (COL)                                                          | 7.40     | Anais Hernández (CHI)                     | 7.41                           |
| 400 metros             | Tiffani Marinho (BRA)                                                    | 53.47    | Noelia Martínez (ARG)                                                         | 55.59    | Tábata de Carvalho (BRA)                  | 56.35                          |
| 800 metros             | María Pía Fernández (URU)                                                | 2:08.20  | Berdine Castillo (CHI)                                                        | 2:09.76  | Flavia de Lima (BRA)                      | 2:11.34                        |
| 1 500 metros           | Anita Poma (PER)                                                         | 4:24.72  | María Pía Fernández (URU)                                                     | 4:27.48  | Benita Parra (BRA)                        | 4:39.33                        |
| 3 000 metros           | Benita Parra (BOL)                                                       | 10:05.90 | Tatiana Jahuira (BOL)                                                         | 11:02.14 | Apenas duas atletas competiram            | Apenas duas atletas competiram |
| 60 metros barreiras    | Ketiley Batista (BRA)                                                    | 8.09     | Vitoria Alves (BRA)                                                           | 8.55     | Millie Díaz (URU)                         | 8.82                           |
| 4×400 metros estafetas | Bolívia · Cecilia Gómez · Tania Guasace · Valentina Rojas · Mariana Arce | 3:52.49  | Uruguai · Martina Coronato · Millie Díaz · María Pía Fernández · Sofia Ingold | 4:09.39  | Apenas duas equipes competiram            |                                |
| Salto em altura        | Valdileia Martins (BRA)                                                  | 1.85 m   | María Arboleda (COL)                                                          | 1.82 m   | Carla Ríos (BOL) · Arielly Monteiro (BRA) | 1.70 m                         |
| Salto com vara         | Beatriz Chagas (BRA)                                                     | 4.20 m   | Isabel de Quadros (BRA)                                                       | 4.00 m   | Only two starters                         | Only two starters              |
| Salto em comprimento   | Lissandra Campos (BRA)                                                   | 6.49 m   | Eliane Martins (BRA)                                                          | 6.49 m   | Natalia Linares (COL)                     | 6.32 m                         |
| Salto triplo           | Gabriele dos Santos (BRA)                                                | 14.04 m  | Valeria Quispe (BOL)                                                          | 12.82 m  | Estrella Lobo (COL)                       | 12.81 m                        |
| Arremesso de peso      | Ivana Gallardo (CHI)                                                     | 17.74 m  | Natalia Duco (CHI)                                                            | 16.63 m  | Apenas duas atletas competiram            | Apenas duas atletas competiram |
| Pentatlo               | Raiane Procópio (BRA)                                                    | 3624 pts | Tainara Mees (BRA)                                                            | 3617 pts | Ana Camila Pirelli (PAR)                  | 3410 pts                       |

## Participantes
125 atletas de 10 nacionalidades participaram do campeonato.
| - Argentina (9) - Bolívia (35) - Brasil (35) - Chile (11) - Colômbia (7) | - Panamá (1) - Paraguai (4) - Peru (8) - Uruguai (5) - Venezuela (10) |

Legenda
| Recorde mundial       | Recorde mundial (World record)               |                       | Recorde africano                      | Recorde africano (African) |                                           | Q | Classificado por posição (Qualified) |
| Recorde do campeonato | Recorde do campeonato (Championship record)  | Recorde da América    | Recorde da América (Americas)         | q                          | Classificado por melhor tempo (Qualified) |   |                                      |
| Melhor marca do ano   | Melhor marca do ano (World leading)          | Recorde asiático      | Recorde asiático (Asian)              | DNS                        | Não largou (Did not start)                |   |                                      |
| Recorde nacional      | Recorde nacional (National record)           | Recorde europeu       | Recorde europeu (European)            | DNF                        | Não terminou (Did not finish)             |   |                                      |
| Recorde pessoal       | Recorde pessoal do atleta (Personal best)    | Recorde da Oceania    | Recorde da Oceania (Oceania)          | DSQ / DQ                   | Desclassificado (Disqualified)            |   |                                      |
| Recorde da temporada  | Recorde da temporada do atleta (Season best) | Recorde sul-americano | Recorde sul-americano (South America) | NM                         | Sem marca (No mark)                       |   |                                      |